# Кашина дел Соле (Милано)
Кашина дел Соле је насеље у Италији у округу Милано, региону Ломбардија.
Према процени из 2011. у насељу је живело 108 становника. Насеље се налази на надморској висини од 151 м.